# Stefan Wicik
Stefan Wicik (ur. 3 maja 1924 w Kórniku, zm. 10 lutego 2001 w Chicago) – polski śpiewak (tenor).
Rozpoczął studia wokalne w Akademii Muzycznej w Kolonii, w roku 1948. Studia muzyczne kontynuował po osiedleniu się w 1950 r. w Chicago. Studiował najpierw u słynnego tenora Dimitri Onofrei, a następnie w Chicago Musical College, pod kierunkiem pedagoga Roberta Long. W maju 1962 r. Stefan Wicik zadebiutował w słynnym chicagowskim Orchestra Hall. Zaangażowany przez słynnego impresaria Harry Zelzera.
2 sierpnia 1977 został odznaczony przez Prezydenta RP na Uchodźstwie Krzyżem Kawalerskim Orderu Odrodzenia Polski.